# Sur la dalle (téléfilm)
Ne doit pas être confondu avec Sur la dalle (roman).
Pour plus de détails, voir Fiche technique et Distribution.
Sur la dalle est un téléfilm français en 2 parties réalisé par Josée Dayan d'après un scénario d'Emmanuel Carrère et diffusé pour la première fois en France les 21 et 28 octobre 2024 sur France 2.
Ce polar, produit par France Télévisions, est une adaptation pour France 2 du roman « Sur la dalle » publié aux éditions Flammarion en mai 2023 par Fred Vargas,,,,,.

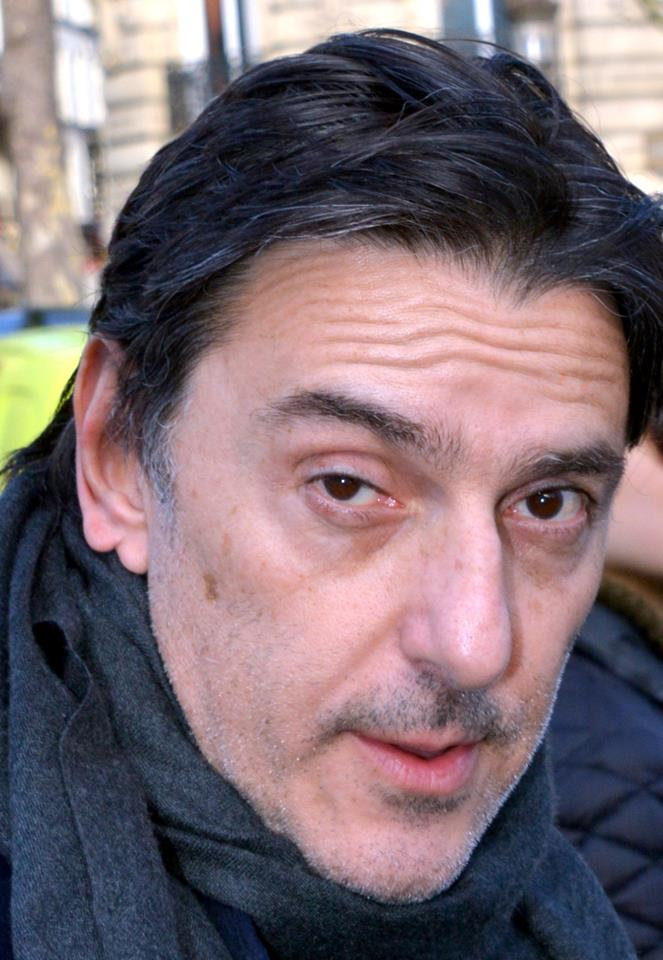
Yvan Attal.

## Synopsis
Cette fois, le commissaire Jean-Baptiste Adamsberg se rend en Bretagne, afin d'épauler la police locale pour débusquer un tueur en série qui sévit dans les environs de Combourg, lieu indissociable du souvenir de Chateaubriand.
Il y trouvera parfois l'inspiration — voire les réponses à ses questions — allongé sur un dolmen (la fameuse « Dalle » éponyme).

## Fiche technique
Sauf indication contraire, les informations mentionnées dans cette section peuvent être confirmées par la base de données cinématographiques Allociné,  présente dans la section « Liens externes ».
- Titre français : Sur la dalle
- Réalisation : Josée Dayan[7]
- Scénario : Emmanuel Carrère
- Musique : Reno Isaac[8]
- Décors : Benoît Pfauwadel
- Costumes : Cyril Fontaine
- Maquillage : Maïnou
- Photographie : Ramin Poursaid
- Son : Damien Luquet
- Montage : Yves Langlois
- Production : Josée Dayan et Gaspard de Chavagnac
- Société de production : France Télévisions
- Pays de production :  France
- Langue originale : français
- Format : couleur
- Genre : policier
- Durée : 2 × 90 minutes[4],[5],[6],[9]
- Dates de première diffusion sur France 2 :
  - France : 21 et 28 octobre 2024 sur France 2[7]

## Distribution
- Yvan Attal : commissaire Jean-Baptiste Adamsberg
- Louis-Do de Lencquesaing : commandant Danglard
- Olivier de Benoist : commissaire Franck Mathieu
- Sylvie Testud : lieutenant Froissy
- Corinne Masiero : lieutenant Violette Retancourt
- Virginie Ledoyen : Sabine, enquêtrice
- Micha Lescot : Josselin de Chateaubriand
- Vincent Deniard : Johan, le patron de l'auberge des Deux Écus
- Philippe du Janerand : Maël, le bossu
- Claire Nebout : Marie Serpentin
- Christian Bujeau : Dr Jaffré
- Éric Caravaca : Pierre Robic / Jupiter
- François Bureloup : Hervé Pouliquen / Uranus
- Julien Cottereau : Michel Kerduec / Mars
- Vincent Haquin : Pierre Le Guillou / Vénus
- Gérard Bohanne : Robert Leguen / Mercure
- Romane Colonna : Gwenaëlle
- Christophe Grégoire : le médecin légiste
- Riwan Belkacemi : Louis
- Pompon le hérisson[8]

## Production

### Genèse et développement
Le scénario est de la main d'Emmanuel Carrère et la réalisation est assurée par Josée Dayan,,,,,,.
Emmanuel Carrère et Josée Dayan ont déjà scénarisé et réalisé ensemble pour France 2 quatre romans policiers de Fred Vargas de 2008 à 2010 : Sous les vents de Neptune, L'Homme aux cercles bleus, L'Homme à l'envers et Un lieu incertain,,,.
La production est assurée par Josée Dayan et Gaspard de Chavagnac,.

### Attribution des rôles
En janvier 2024, le journal régional breton Le Télégramme révèle que les comédiens Yvan Attal, Virginie Ledoyen et Sylvie Testud vont tenir les rôles principaux dans l'adaptation télévisée de Sur la dalle, le dernier roman policier de Fred Vargas.

### Tournage
Le tournage se déroule du 12 février au 22 mars 2024 au château de Combourg, au dolmen de la Roche-aux-Fées et dans la cité médiévale de Moncontour en Bretagne,,,,,.

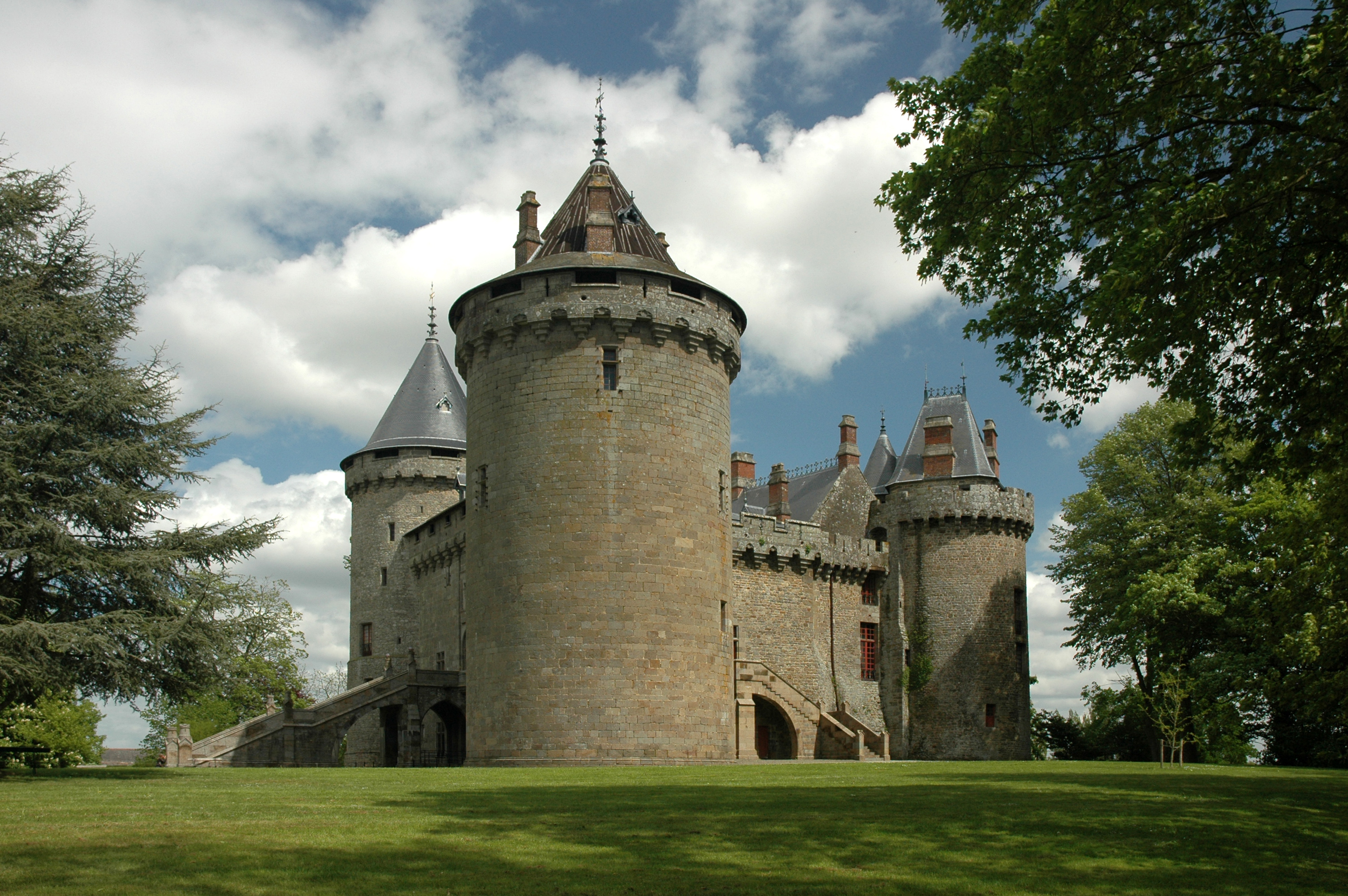
Le château de Combourg.
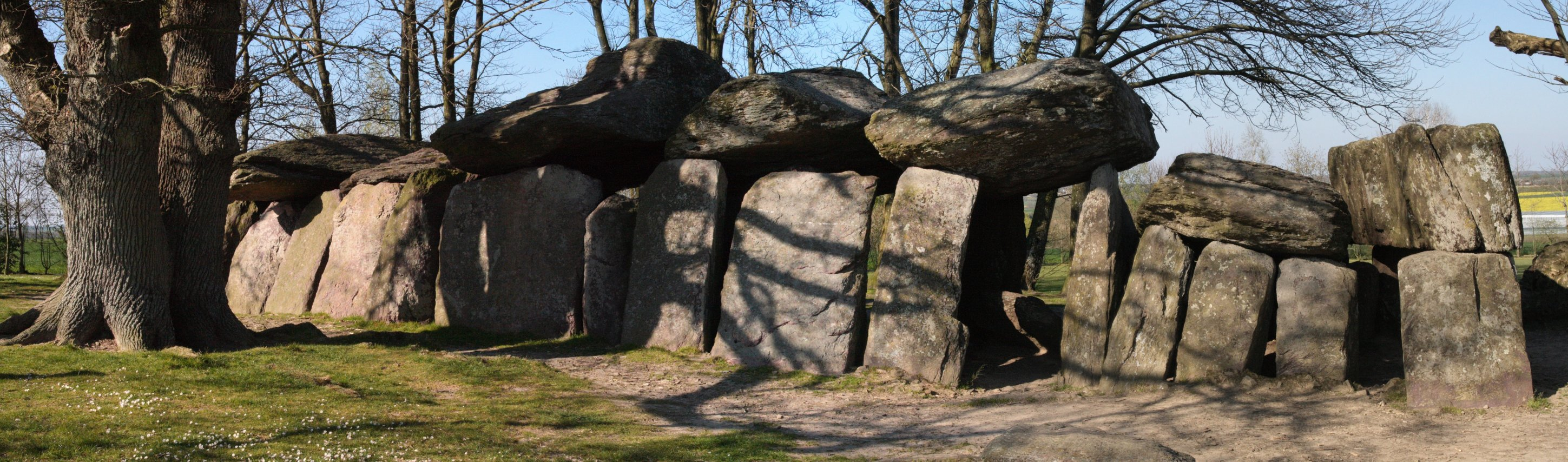
Le dolmen de la Roche-aux-Fées.
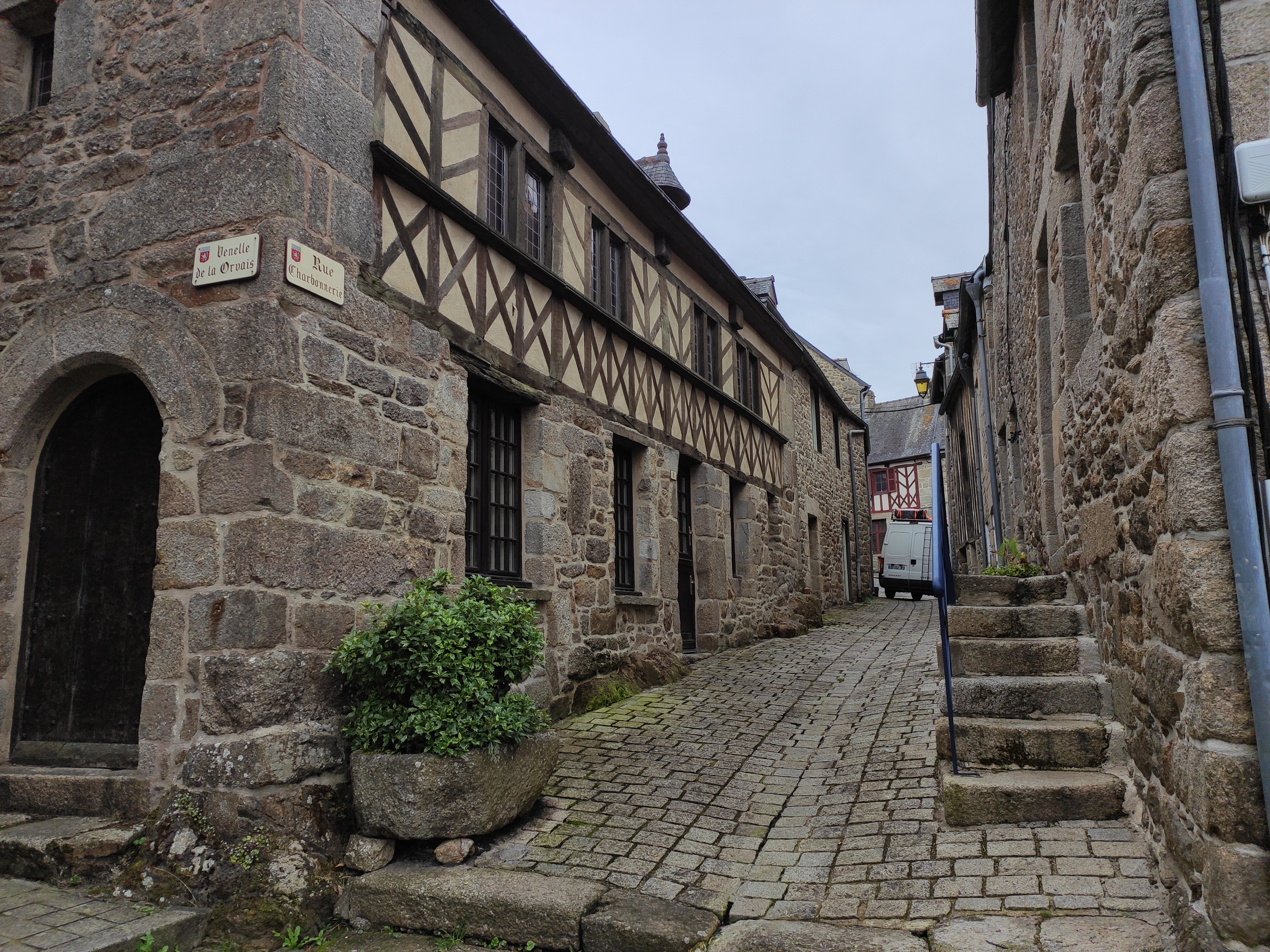
Moncontour.

## Accueil

### Audiences et diffusion

#### En France
En France, le téléfilm est diffusé le lundi à 21 h 00 sur France 2 les 21 et 28 octobre 2024.
| Épisode | Diffusion             | Diffusion         | Audience moyenne          | Audience moyenne                       | Audience moyenne         | Audience moyenne | Réf.   |
| Épisode | Jour                  | Horaire           | Nombre de téléspectateurs | Part de marché (sur les 4 ans et plus) | Part de marché (FRDA-50) | Classement       | Réf.   |
| ------- | --------------------- | ----------------- | ------------------------- | -------------------------------------- | ------------------------ | ---------------- | ------ |
| 1       | Lundi 21 octobre 2024 | 21 h 00 - 22 h 30 | 3 240 000                 | 15,8 %                                 | 6,3 %                    | 3e               | [ 15 ] |
| 2       | Lundi 28 octobre 2024 | 21 h 00 - 22 h 30 | 2 290 000                 | 11,3 %                                 | 3,9 %                    | 3e               | [ 16 ] |